# 사토 후미야
사토 후미야(さとうふみや, 1965년 12월 22일 ~)는 일본의 만화가이다. 1991년 제46회 주간 소년 매거진 신인 만화상으로 입선, 데뷔했다. 대표작으로는 《소년탐정 김전일》, 《탐정학원 Q》 등이 있다. 1995년 《소년탐정 김전일》로 제19회 고단샤 만화상을 수상했다.